# Budy Pobyłkowskie
Budy Pobyłkowskie [ˈbudɨ pɔbɨu̯ˈkɔfskʲɛ] är en by i det administrativa distriktet Gmina Pokrzywnica, i Masoviens vojvodskap, i östcentrala Polen.